# Dolores Vargas
María Dolores Castellón Vargas, conocida artísticamente como Dolores Vargas "La Terremoto" (Barcelona, 16 de mayo de 1936-Valencia, 7 de agosto de 2016), fue una cantante española de flamenco, flamenco-pop y rumba catalana.

## Biografía
Cuando era joven se fue a triunfar a Madrid. El Teatro Calderón fue su cuna artística. Con su hermano Enrique (más conocido como El Príncipe Gitano) cantó sus primeras canciones: Penas de la gorriona, Málaga bella, entre otras. Otro de sus hermanos es el guitarrista Juan José Castellón Vargas, "El Noy". Fue prima hermana del guitarrista Sabicas.

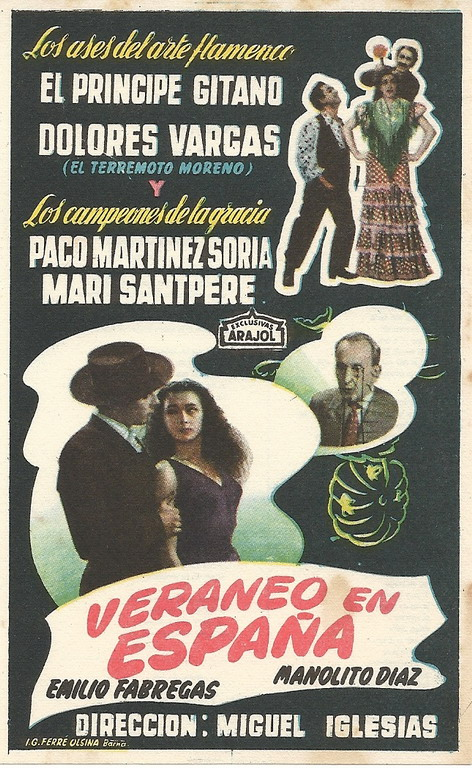
Veraneo en España (1956)

También fue actriz y artista en algunas películas como Veraneo en España (1956) junto al Príncipe Gitano, Toreo por alegrías (1957) con el torero Rafael Albaicín, o Un torero para la historia (1974) con el torero José Luis Galloso. Participó en numerosos programas especiales de televisión, destacando el programa A la española, dirigido por Valerio Lazarov para TVE en 1971. Fue un programa musical que tuvo como invitados también a Lola Flores, Rosa Morena, El Príncipe Gitano, Maruja Garrido o Salvador Dalí, entre otros. Todos cantaban, a ritmo de rumba, famosas canciones españolas o extranjeras. Este programa fue premiado en Nueva York por la “Asociación de Cronistas de Espectáculos”, tras ver todo un año de programación en los canales de habla hispana de esta ciudad.
Su hermano Enrique aseguraba que Dolores fue la creadora de las seguiriyas con castañuelas.
Luego se hizo popular con temas como Achilipú, A tu vera (que después fue interpretada por Lola Flores[cita requerida], pero había sido escrita para Dolores), Tío, tío, tío, La Moto, Porom Pompero, La Piragua, Macarrones y Se va a Covadonga. La Terremoto es considerada como una artista gitana muy versátil, que coqueteó con la rumba catalana.

Dolores Vargas se casó con su primo hermano Pepe, guitarrista, y muchas de sus canciones estuvieron dedicadas a él, como Apaga la bombilla, Pepe, Al matarile. Dolores Vargas y Pepe tuvieron una hija. Dolores Vargas vivió la mayor parte de su vida en la madrileña calle Máiquez, en el barrio de Retiro, aunque también estuvo viviendo en Barcelona, su tierra natal, durante unos meses con su familia, pero por circunstancias se fue a vivir a Valencia donde terminó su carrera artística. Vargas se retiró de la canción al fallecer su marido y solo cantaba en el culto de la iglesia evangélica. Vivió sus últimos años en Chirivella (Valencia). La artista falleció en el Hospital General de Valencia el 7 de agosto de 2016.
Dolores Vargas fue enterrada en el cementerio de Chirivella (Valencia), donde vivía con su hija desde el fallecimiento de su marido, en mayo de 1987.

## Discografía

### Álbumes de estudio
- Furioso! (con Sabicas y Los Compañeros del Flamenco) (1959).
- El Terremoto Gitano (1960).
- Dolores Vargas "La Terremoto" (1964).
- La Terremoto (1964).
- Spain's Most Exciting Singer (1965).
- Viva Flamenco! Una Antología del Baile Flamenco (1967).
- Dolores Vargas "La Terremoto" (1969).
- "El Príncipe Gitano" y Dolores Vargas (con El Príncipe Gitano) (1970).
- Dolores Vargas La Terremoto (1970).
- Los Pantalones (1970).
- Dolores Vargas "La Terremoto" (1972).
- Gitana Real (1975).
- La Guerrillera (1977).

## Filmografía
- Noches andaluzas (1954).
- Veraneo en España (1956).
- Torero por alegrías (1957).
- A la española (1971).
- Un torero para la historia (1974).